# Parc y Scarlets
Parc y Scarlets (wym. [ˈpark ə ˈskarlɛts]; ang. Scarlets Park) – stadion w walijskim Pemberton na przedmieściach Llanelli przeznaczony do gry w rugby union, stanowiący własność hrabstwa Carmarthenshire. Otwarty w 2008 roku obiekt służy przede wszystkim drużynie Scarlets oraz jej klubowi macierzystemu – Llanelli R.F.C. Wcześniej zespoły te grały na wybudowanym w 1879 roku Stradey Park. Okazjonalnie na stadionie występują również piłkarze Llanelli A.F.C. (w rozgrywkach europejskich), drużyna rezerw Swansea City A.F.C., czy reprezentacji Walii w różnych kategoriach wiekowych.
Kompleks sportowy obejmuje również halę treningową oraz boisko treningowe z bieżnią lekkoatletyczną.

## Projekt i budowa
Architektem stadionu było biuro The Miller Partnership, które projektowało m.in. Murrayfield Stadium. Za rozpoczętą w lutym 2008 roku budowę odpowiadało przedsiębiorstwo Andrew Scott Limited z Port Talbot. Obiekt powstał w pobliżu nowej galerii handlowej.
W połowie maja ogłoszono, że stadion będzie nosił walijską nazwę „Parc y Scarlets”. Uroczyste otwarcie odbyło się 15 listopada 2008 roku przed meczem Principality Welsh Premiership, w którym mierzyły się zespołu Llanelli R.F.C. i Cardiff R.F.C. (stadion nie był wówczas jeszcze w pełni ukończony).
Łączny koszt budowy wyniósł 23 miliony funtów. Część publicznych pieniędzy na budowę obiektu pochodziła ze sprzedaży działki, na której stał Stradey Park.

## Wyposażenie stadionu
Pojemność Parc y Scarlets wynosi 14 870 osób z możliwością powiększenia do 15 180 poprzez dostawienie dodatkowych miejsc siedzących na trybunie wschodniej. Dane te obejmują mogący pomieścić 1780 widzów sektor z miejscami stojącymi przed trybuną północną. Powstał on na prośbę klubu kibica Scarlets Supporters Trust.
Największa jest trybuna południowa. Oprócz 5748 krzesełek mieści reprezentacyjne foyer, klubowe biura, oficjalny sklep i muzeum, punkty gastronomiczne dostępne w trakcie meczów, stanowiska dla mediów, szatnie, siłownię dla zawodników, czy 350-osobową strefę VIP (z 15 lożami). Trybuna północna, której pojemność to 4402 miejsca, podobnie jak jej vis-à-vis ma lekko zaokrąglony kształt, dzięki czemu kibice mają lepszą widoczność. Trybuny wschodnia i zachodnia pomieścić mogą po 2095 kibiców.
Krzesełka na trybunach stworzyły napisy „Scarlets” oraz „West is best” (Zachód jest najlepszy). W nawiązaniu do tradycji ze starego stadionu, jedna z trybun jest przeznaczona dla kibiców z rodzinami. Na nowy stadion ze Stradey Park przeniesiono również kultowy zegar i tablicę wyników oraz zabytkową bramę.
Przed Parc y Scarlets postawiono pomnik Raya Gravella, zmarłego w 2007 roku byłego zawodnika Llanelli.